# Аргументы и факты
«Аргументы и факты» («АиФ») — советский информационный бюллетень, а затем советская и российская газета.
Издаётся с 1978 года, с 1991 года — как газета. Крупнейшая еженедельная общественно-политическая газета России; тираж на 2023 год — более 1,5 млн экземпляров.
Газета является одним из самых популярных российских изданий за рубежом, и в 1990 году вошла в книгу рекордов Гиннесса за самый большой тираж в истории человечества — 33 441 100 экземпляров с числом читателей свыше 100 млн. Лауреат престижных премий в области СМИ.

## История
Газета выходит с января 1978 года. Первоначально представляла собой бюллетень для лекторов, пропагандистов, политинформаторов и агитаторов, публикующий информацию, статистические данные, анализ событий и цифры, которые в официальной прессе найти было трудно. Редакция входила в структуру издательства «Знание» Всесоюзного общества «Знание».
В 1978—1979 выходила один раз в месяц, с 1980 по март 1982 — два раза в месяц. С 1982 года издаётся еженедельно, выходит по средам. Внешний вид и формат страниц издания в эти годы дважды радикально менялся. Близкий к современному газетному вид имеет с февраля 1983 года.
Ключевую роль в становлении газеты сыграл её первый главный редактор Владислав Старков, возглавивший издание в 1980 году. Именно под его руководством «АиФ» обрела свой уникальный стиль, став не только источником официальной информации, но и площадкой для обсуждения острых социальных и политических вопросов. В работе Старков опирался на опыт популярных зарубежных изданий: The New York Times, Financial Times, Le Figaro, Corriere della Sera. Газета под его руководством освещала вопросы, казавшиеся опасными в советское время, и востребованные обществом в период перестройки (результатом среди всего прочего стал конфликт Старкова с Горбачевым, едва не стоившим первому поста главного редактора). Благодаря усилиям Старкова в 1980-е годы газета стала одной из самых популярных в СССР.
29 апреля 1989 года газета «АиФ» в одной из своих статей — «А как у них?» — впервые познакомила советских читателей с принципами работы кабельного телевидения, которое только-только начинало свои первые шаги работы в нашей стране.
В мае 1990 года внесена в Книгу рекордов Гиннеса как газета с самым большим тиражом в истории человечества — 33,5 млн экз., причём число читателей превысило 100 млн. Сегодня она остаётся лидирующим по объёму тиража в России общественно-политическим еженедельником.
В 1997 году запущен сайт www.aif.ru.
В 2005 году стало известно о том, что УК «Промсвязькапитал» выкупила около 27 % акций ЗАО «Издательский дом „Аргументы и факты“» у бывших менеджеров газеты. Из медиаактивов «Промсвязькапитал» управлял 56 % акций издательского дома «Аргументы и факты» («АиФ»), контрольными пакетами сетей распространения печатной продукции «Метропресс» в Санкт-Петербурге, «Мособлпечать» и «АиФ».
В марте 2006 года газета стала выходить в цветном варианте.
В 2013 году сайт вошел в топ-10 самых популярных ресурсов в категории «Новости и СМИ».
В ноябре 2013 году ИД «Аргументы и факты» запустил обновлённую версию своего флагманского сайта AIF.ru и 36 региональных сателлитов. АиФ также выпустил мобильные приложения для iPhone, iPad и Android.
В 2014 году «Аргументы и факты» были куплены компанией «Московские информационные технологии» (МИТ), контрольный пакет акций которой принадлежит мэрии Москвы. Москва ничего не платила прежним владельцам: газета куплена за долги. Газета была продана без типографии. Газета принадлежала медиахолдингу «Медиа 3».
С 25 января 2017 года главным редактором газеты стал бывший заместитель главного редактора «Российской газеты» Игорь Черняк, ставивший целью развитие сильных сторон издания и интернет-сайта. Его предшественник Николай Зятьков ушёл с должности 30 декабря 2016 года по соглашению сторон.
С 8 февраля 2022 года редакцию издательского дома «Аргументы и факты» возглавил Михаил Чкаников, который последние два года работал первым заместителем главного редактора ФГБУ «Редакция „Российской газеты“».

## Статистика
По состоянию на 2003 год, тираж составлял 2.964.000 экземпляров. На февраль 2014 года суммарный тираж „Аргументов и фактов“ составил 2.100.000 экземпляров. На начало ноября 2022 года тираж еженедельника составил 1.240.000 экземпляров. На декабрь 2024 года, тираж составляет более 1.148.000 экземпляров (тираж 1.148.429 экземпляров был зафиксирован в последнем на сегодняшний день № 50 (2299) от 11-17 декабря 2024 года).
По данным исследовательской компании Mediascope читательская аудитория одного номера „АиФ“ составляет более 4,5 миллиона человек (данные AIR май — октябрь 2019 г. Россия, города 100 000+, читатели 16+).
„Аргументы и факты“ является одним из самых популярных российских изданий за рубежом. Газета распространяется по подписке и в розницу более чем в 60 странах мира, в том числе в странах СНГ, Балтии, в Западной Европе, США, Канаде, Австралии, Израиле. „АиФ“ обладает и самой обширной сетью региональных редакций, 64 в России (партнёрские и дочерние предприятия) и 17 за рубежом.
Сертифицированный тираж „АиФ“ составляет 1 562 951 экз.(II квартал 2019 года). У региональных приложений „АиФ“ (они выходят как вкладыши в федеральный выпуск) тиражи намного ниже. Так, тираж изданного в январе 2020 года № 4 (1363) регионального выпуска „Аргументы и факты — Урал“ составил 40 444 экз., тогда как тираж номера 4 (2045) „Аргументов и фактов“ (в которое было вложено это региональное приложение) — 1 257 636 экз.
Средняя посещаемость сайта AiF.ru в 2019 году составляет около 28 млн уникальных пользователей, по данным LiveInternet.

## Тематические проекты

### В настоящее время
Сегодня Издательский дом „АиФ“ издаёт ряд проектов. Среди них газеты „АиФ. Здоровье“ и „АиФ. На даче“.
Журнальные проекты Издательского дома — „АиФ. Про здоровье“, „АиФ. Про кухню“

### В прошлом
В 1990-х годах издательский дом „АиФ“ выпускал множество газетных проектов (слоган «„АиФ“ — семья газет для всей семьи»), среди которых — «АиФ. Авторяд», «АиФ. Арт-фонарь», «АиФ. Долгожитель», «АиФ. Дочки-матери» (цветная женская газета), «АиФ. Есть идея!», «АиФ. Жизнь и кошелёк», «АиФ. Разбор», «АиФ. Здоровье», «АиФ. Любовь», «АиФ. На даче», «АиФ. Суббота — воскресенье», «АиФ. Я — молодой», «Биржа АиФ» (газета бесплатных объявлений от граждан стран СНГ) и другие. Эти издания считались «тематическими приложениями», но каждое из них распространялось отдельно по подписке и в розницу. Некоторые из них в дальнейшем меняли формат и превращались в цветные журналы. В настоящее время выпускаются две газеты — «АиФ. Здоровье» и «АиФ. На даче».
В 2015 году к 70-летию Великой Победы редакция «АиФ» выпустила сборник детских дневников времён Великой Отечественной войны «Детская книга войны. Дневники 1941—1945 гг.» в виде обычной книги и аудиокниги, где 35 известных людей России зачитали дневники. Книга также была переведена на английский язык. Книга отмечена высокими книжными и правительственной наградами.

## Главные редакторы
- Владислав Старков (1980—2001)
- Николай Зятьков (2001—2016)[36]
- Игорь Черняк (2017—2022)
- Михаил Чкаников (1978—1980; с 08.02.2022 года)

## Критика
В 2001 году журналисты газеты «Ведомости» Елена Евстигнеева, Сергей Рыбак со ссылкой на данные PR-агентства Promaco PR/CMA причислили «Аргументы и факты» к числу 12 изданий, где за публикацию заказных статей (именуемых на журналистском жаргоне «джинсой») принимают денежное вознаграждение.
3 сентября 2019 года в «АиФ» была опубликована статья за авторством народного артиста СССР Василия Ланового со списком кандидатов в Московскую городскую думу, которых Лановой призывает поддержать в противовес списку Алексея Навального. 6 сентября издание «Открытые медиа» написало, что они позвонили Лановому и получили следующий комментарий: «Вы по поводу этого идиотского списка Ланового? <…> Я в жизни никогда никаких списков не составлял, это не моя профессия».